# Chasse à la mafia
Pour les articles homonymes, voir Rififi.
Pour plus de détails, voir Fiche technique et Distribution.
Chasse à la mafia ou Vous souvenez-vous de Paco ? (Rififí en la ciudad) est un film policier franco-espagnol coécrit et réalisé par Jesús Franco, sorti en 1963.
Il s'agit d'une adaptation du roman Vous souvenez-vous de Paco ? de Charles Exbrayat.

## Synopsis
L'inspecteur Miguel Ruiz enquête sur la disparition d'un précieux indicateur, le barman Juan, qui était sur le point de lui fournir des renseignements confirmant des soupçons pesant sur le politicien véreux Leprince, un important armateur et homme politique influent. Quelques jours plus tard, Ruiz découvre le cadavre de Juan déposé devant la porte de sa maison. Malgré les réticences de sa hiérarchie, il décide de poursuivre l'enquête sur son meurtre en son honneur. Alors qu'il s'introduit chez Leprince, sur le point de remporter les élections, pour trouver des preuves compromettantes, il est passé à tabac par ses hommes de main puis jeté à la mer. Repêché par des amis de Juan, il démissionne de la police pour faire justice malgré les conseils de sa femme Pilar.
Mais les sbires de Leprince sont éliminés les uns après les autres par un mystérieux vengeur qui, avant de les tuer, leur murmure « Vous souvenez-vous de Juan ? ». Il était notamment l'amant de la compagne de Leprince. Cette dernière épaule Ruiz pour dévoiler les activités occultes de son fiancé : le trafic de drogue sur l'ensemble du continent sud-américain. Elu, Leprince est à son tour assassiné. Ruiz démasque le justicier : il s'agit de sa femme Pilar qui, elle aussi, aimait secrètement le séduisant Juan au point de venger sa mort.

## Fiche technique
- Titre original : Rififí en la ciudad
- Titre français : Chasse à la Mafia
- Titre français alternatif : Vous souvenez-vous de Paco ?
- Réalisation : Jesús Franco
- Scénario : Jesús Franco, Gonzalo Sebastian de Erice et Juan Cobos, d'après le roman Vous souvenez-vous de Paco ? de Charles Exbrayat
- Montage : Ángel Serrano
- Musique : Daniel White
- Photographie : Godofredo Pacheco
- Production : José López Brea
- Sociétés de production : C.C. Albatros et Hileras
- Société de distribution : C.I.I.
- Pays de production :  Espagne et  France
- Langue originale : espagnol
- Format : noir et blanc
- Genre : policier
- Durée : 101 minutes
- Date de sortie : 
  - Espagne : 7 décembre 1964

## Distribution
- Fernando Fernan Gomez : Miguel Ruiz
- Jean Servais : Maurice Leprince
- Marie Vincent : Nina
- Laura Granados : Pilar
- Robert Manuel : Puig
- Antonio Prieto : inspecteur Stevens/Vargas
- Dina Loy : Juanita
- Greta Marcos : Joya
- Agustin Gonzalez : Ribera
- Manuel Gas : Miralles/Juan Franciscus
- Angel Menedez : le secrétaire de Leprince
- Luis Marín : Manolo
- Antonio Gimenez Escribano : le docteur
- Jacinto San Emeterio
- Serafin Garcia Vazquez
- Davidson Hepburn
- Joaquin Pamplona
- Javier de Rivera
- Antonio Padilla
- Pilar Vela
- Rafael Hernandez
- Francisco Brana
- Jesús Franco : un client du café